# Ciara
Ciara Princess Harris (Austin, 1985. október 25.- ) Grammy-díjas amerikai énekesnő, színésznő, producer.

## Életpályája
Texas államban született. Gyermekkorában rengeteget költözött és világ minden részén megfordult, többek között Németországban is. Végül Atlantában telepedtek le szüleivel, ahol aztán zenei pályafutása is kezdetét vette.

## Zenei pályafutása
Miután 2004-ben a Laface Records szerződést ajánlott neki, Ciara megkezdte első stúdióalbuma előkészületeit. A felvételen olyan producerekkel és dalszövegírókkal működött közre mint: Jazze Pha, Lil Jon, Bangladesh, R. Kelly, Johntá Austin, Sean Garrett, és Keri Hilson. Az első kislemez amely hasonlóan az albumhoz szintén a Goodies nevet kapta, a Billboard Hot 100 listáján egészen az első helyig jutott. A Goodies-ról még három kislemez jelent meg sorrendben: 1, 2 Step, Oh, és az And I számok. Az albumért, Ciara végül a 2006-os Grammy díjátadón 5 jelölést kapott, amelyből aztán egyet vihetett haza. A szakmai elismerés mellett az album a slágerlistákon is kiválóan szerepelt, így napjainkig több mint 5 millió példányban kelt el világszerte.
Második stúdióalbuma, a Ciara: The Evolution nyitó hetében, a Billboard 200-as albumok listáján az első helyen végzett, és olyan nemzetközi sikerszámokat tartalmazott mint, a Like a Boy vagy a Promise.
Legújabb világsikere a Love Sex Magic című dal, melyet Justin Timberlake-el együtt vettek lemezre, harmadik nagylemezéről a Fantasy Ride-ról került kiadásra. A 2009-ben megjelent nagylemez, nem tudta megismételni a két korábbi munkája népszerűségét, és leszámítva az egyetlen fent említett maxit, a többi kislemez mind alulteljesített nem csak Európában hanem Ciara elsődleges piacának tekintett Egyesült Államokban is.
Hasonlóan a korábbi nagylemezhez a legutóbb megjelent Basic Instinct című albuma is kereskedelmileg sikertelennek bizonyult.
Ciara eddigi karrierje során több mint 4.5 millió albumot illetve 7 millió kislemezt adott el csak az Egyesült Államokban.

## Diszkográfia

### Albumok
| Év   | Adatok                                                  | Listás helyezések | Listás helyezések | Listás helyezések | Listás helyezések | Listás helyezések | Listás helyezések | Listás helyezések | Listás helyezések | Listás helyezések | Listás helyezések | Eladási minősítések                                                                                 |
| Év   | Adatok                                                  | USA               | AUS               | CAN               | FRA               | GER               | IRE               | JPN               | SWI               | UK                | HUN               | Eladási minősítések                                                                                 |
| ---- | ------------------------------------------------------- | ----------------- | ----------------- | ----------------- | ----------------- | ----------------- | ----------------- | ----------------- | ----------------- | ----------------- | ----------------- | --------------------------------------------------------------------------------------------------- |
| 2004 | Goodies - Formátum: CD, digitális letöltés              | 3                 | 46                | 20                | 65                | 67                | 36                | 14                | 52                | 26                | -                 | - USA: 3× Platina - CAN: Platina - JAP: Arany - UK: Arany - USA: 2,748,000 - Világszerte: 5,000,000 |
| 2006 | Ciara: The Evolution - Formátum: CD, digitális letöltés | 1                 | 76                | 32                | 49                | 32                | 29                | 30                | 15                | 17                | -                 | - USA: Platina - USA: 1,326,000 - Világszerte: 1,800,000                                            |
| 2009 | Fantasy Ride - Formátum: CD, digitális letöltés         | 3                 | 39                | 22                | 34                | 77                | 10                | 18                | 13                | 9                 | -                 | - USA: 193,000                                                                                      |
| 2010 | Basic Instinct - Formátum: CD, digitális letöltés       | 44                | -                 | -                 | -                 | -                 | -                 | 68                | 83                | -                 | -                 | |
| 2013 | One Woman Army - Formátum: CD, digitális letöltés       | -                 | -                 | -                 | -                 | -                 | -                 | -                 | -                 | -                 | -                 | |

### Kislemezek
| Év                                                                          | Adatok                                          | Listás helyezések | Listás helyezések | Listás helyezések | Listás helyezések | Listás helyezések | Listás helyezések | Listás helyezések | Listás helyezések | Listás helyezések | Listás helyezések | Eladási minősítések                        | Albumok              |
| Év                                                                          | Adatok                                          | USA               | AUS               | CAN               | FRA               | GER               | IRE               | NZ                | SWI               | UK                | HUN               | Eladási minősítések                        | Albumok              |
| --------------------------------------------------------------------------- | ----------------------------------------------- | ----------------- | ----------------- | ----------------- | ----------------- | ----------------- | ----------------- | ----------------- | ----------------- | ----------------- | ----------------- | ------------------------------------------ | -------------------- |
| 2004                                                                        | Goodies (közreműködik Petey Pablo)              | 1                 | 19                | -                 | 27                | 10                | 4                 | 10                | 10                | 1                 | -                 | - USA: Platina - UK: Ezüst                 | Goodies              |
| 2004                                                                        | 1, 2 Step (közreműködik Missy Elliott)          | 2                 | 2                 | -                 | 31                | 7                 | 3                 | 2                 | 5                 | 3                 | 30                | - AUS: Platina - USA: Platina - CAN: Arany | Goodies              |
| 2005                                                                        | Oh                                              | 2                 | 7                 | -                 | 48                | 7                 | 7                 | 5                 | 11                | 4                 | -                 | - USA: Platina - AUS: Arany                | Goodies              |
| 2005                                                                        | And I                                           | 96                | -                 | -                 | -                 | -                 | -                 | -                 | -                 | -                 | -                 |                                            | Goodies              |
| 2006                                                                        | Get Up (közreműködik Chamillionaire)            | 7                 | -                 | -                 | -                 | 29                | -                 | 5                 | -                 | 189               | -                 | - USA: Arany                               | Ciara: The Evolution |
| 2006                                                                        | Promise                                         | 11                | -                 | -                 | -                 | -                 | -                 | -                 | -                 | -                 | -                 | - USA: Platina                             | Ciara: The Evolution |
| 2007                                                                        | Like a Boy                                      | 19                | -                 | -                 | 20                | 29                | 11                | 29                | 16                | 16                | 34                | - USA: Arany                               | Ciara: The Evolution |
| 2007                                                                        | Can’t Leave ’em Alone (közreműködik 50 Cent)    | 40                | -                 | -                 | -                 | 44                | -                 | 4                 | -                 | 104               | -                 | - USA: Arany                               | Ciara: The Evolution |
| 2008                                                                        | Go Girl (közreműködik T-Pain)                   | 78                | -                 | -                 | -                 | -                 | -                 | -                 | -                 | -                 | -                 |                                            | Fantasy Ride         |
| 2009                                                                        | Never Ever (közreműködik Young Jeezy)           | 66                | -                 | -                 | -                 | -                 | -                 | -                 | -                 | -                 | -                 |                                            | Fantasy Ride         |
| 2009                                                                        | Love Sex Magic (közreműködik Justin Timberlake) | 10                | 5                 | 6                 | 8                 | 7                 | 4                 | 6                 | 11                | 5                 | 11                | - AUS: Platina - NZ: Arany                 | Fantasy Ride         |
| 2009                                                                        | Like a Surgeon                                  | -                 | -                 | -                 | -                 | -                 | -                 | -                 | -                 | -                 | -                 |                                            | Fantasy Ride         |
| 2009                                                                        | Work (közreműködik Missy Elliott)               | -                 | -                 | 66                | -                 | -                 | 31                | -                 | -                 | 52                | -                 |                                            | Fantasy Ride         |
| 2010                                                                        | Ride (közreműködik Ludacris)                    | 42                | 75                | -                 | -                 | -                 | -                 | -                 | -                 | 75                | -                 |                                            | Basic Instinct       |
| 2010                                                                        | Speechless                                      | -                 | -                 | -                 | -                 | -                 | -                 | -                 | -                 | -                 | -                 |                                            | Basic Instinct       |
| 2010                                                                        | Gimmie Dat                                      | 116               | -                 | -                 | -                 | -                 | -                 | -                 | -                 | 111               | -                 |                                            | Basic Instinct       |
| 2012                                                                        | Sorry                                           | 122               | -                 | -                 | -                 | -                 | -                 | -                 | -                 | 173               | -                 |                                            | One Woman Army       |
| 2012                                                                        | Got Me Good                                     | -                 | -                 | -                 | -                 | -                 | -                 | -                 | -                 | -                 | -                 |                                            | One Woman Army       |
| 2013                                                                        | Body Party                                      | -                 | -                 | -                 | -                 | -                 | -                 | -                 | -                 | -                 | -                 |                                            | One Woman Army       |
| Magyar listás helyezések a Mahasz Rádiós Top 40-ben elért eredmény alapján. |                                                 |                   |                   |                   |                   |                   |                   |                   |                   |                   |                   |                                            |                      |

### Kislemezek közreműködőként
| Év                                                                          | Adatok                                          | Listás helyezések | Listás helyezések | Listás helyezések | Listás helyezések | Listás helyezések | Listás helyezések | Listás helyezések | Listás helyezések | Listás helyezések | Listás helyezések | Albumok                    |
| Év                                                                          | Adatok                                          | USA               | AUS               | CAN               | FRA               | GER               | IRE               | NZ                | SWI               | UK                | HUN               | Albumok                    |
| --------------------------------------------------------------------------- | ----------------------------------------------- | ----------------- | ----------------- | ----------------- | ----------------- | ----------------- | ----------------- | ----------------- | ----------------- | ----------------- | ----------------- | -------------------------- |
| 2005                                                                        | "Loose Control" (feat Missy Elliott)1           | 3                 | 7                 | -                 | -                 | 25                | 16                | 2                 | -                 | 7                 | -                 | The Cookbook               |
| 2005                                                                        | "Like You" (feat Bow Wow)                       | 3                 | 16                | -                 | -                 | 39                | 4                 | -                 | -                 | 17                | -                 | Wanted                     |
| 2006                                                                        | "So What" (feat Field Mob)                      | 10                | 40                | -                 | -                 | -                 | -                 | -                 | -                 | 56                | -                 | Light Poles and Pine Trees |
| 2009                                                                        | "Taking Back My Love"2 (feat. Enrique Iglesias) | -                 | -                 | -                 | 2                 | 2                 | 9                 | 7                 | 23                | 12                | 6                 | Greatest Hits              |
| Magyar listás helyezések a Mahasz Rádiós Top 40-ben elért eredmény alapján. |                                                 |                   |                   |                   |                   |                   |                   |                   |                   |                   |                   |                            |

1 Habár a Loose Control című dal nem került be a Mahasz Rádiós Top 40-be, a Dance listán a 38. helyen, illetve a Single Track listán 6. helyen chartolt.
2 Németországban, valamint Svájcban a dal egy másik verziója, Sarah Connor énekesnő közreműködésével készült.